# Vixmànovo
Vixmànovo (en rus: Вышманово) és un poble de l'óblast de Vladímir, a Rússia, segons el cens del 2010 tenia 372 habitants. Pertany al districte municipal de Sóbinka.